# 法住寺合戦
法住寺合戦（ほうじゅうじかっせん）は、寿永2年11月19日（1184年1月3日）、木曾義仲が院御所・法住寺殿を襲撃して北面武士および僧兵勢力と戦い、後白河法皇と後鳥羽天皇を幽閉、政権を掌握した軍事政変である。平安時代末期の内乱、治承・寿永の乱の戦いの一つ。

## 経過

### 平氏都落ち
寿永2年（1183年）7月に入ると、義仲・行家軍入京の可能性が現実味を帯び、7月25日に安徳天皇が後白河法皇の御所がある法住寺殿に行幸することとなった。ところが、後白河自身はその日のうちに比叡山に避難してしまった。これを知った内大臣平宗盛は京都脱出を決意、平清経・時忠に命じて天皇及び摂政近衛基通、剣璽を京都から連れ出すように命じた。天皇と剣璽は六波羅で平氏一門と合流してその日のうちに西国へと落ちていったが、基通は途中で離脱して知足院に隠棲していた平信範（時忠の叔父）の下に逃れた。平氏以外の公卿のほとんどが、臨時に法皇御所となった比叡山の円融房に参集し、26日には対策会議が開かれた。後白河は平氏追討の意向を示したが、天皇と剣璽の返還を優先すべきとする公卿もおり、とりあえず和戦両面を模索することとなり、平氏勢力の撤退が確認された27日になって後白河は法住寺殿に帰還した。

### 平氏追討
7月28日、都落ちした平氏一門に代わって、義仲・行家軍が入京する。この日の議定では平氏追討を主張する意見と平氏との和平交渉による天皇と剣璽の奪還を図るべきとする意見に割れた（『吉記』同日条）が、この日後白河は義仲・行家に平氏追討宣旨を下すと同時に、院庁庁官・中原康定を関東に派遣した。30日、藤原経宗・九条兼実・三条実房・中山忠親・藤原長方が大事を議定するために召集される（『玉葉』同日条）。議題は平氏追討の勧賞・京中の狼藉・関東北陸荘園への使者派遣についてだった。
勧賞は第一・頼朝、第二・義仲、第三・行家という順位が決まり、それぞれに任国と位階が与えられることになった。京中の狼藉は、これまで警察権を掌握していた平氏が7月25日にいなくなり、食糧難の中で大軍が入京したことにより、深刻なものとなっていた。『吉記』には、7月26日には「比叡山の僧兵が降りて来た。市内の放火略奪が発生した」とある。治安回復・狼藉の取り締まりは、義仲に委ねられることになる。義仲は入京した同盟軍の武将を周辺に配置して、自らは中心地である九重（左京）の守護を担当した。『吉記』7月30日条によると、京中守護の武将と担当地域は以下の通りである。
| 武将                 | 担当地域                                         | 備考                               |
| -------------------- | ------------------------------------------------ | ---------------------------------- |
| 源頼政の子（源頼兼） | 大内裏、替川に至る                               | 摂津源氏                           |
| 高田重家、泉重忠     | 一条より北、西朱雀より西、梅宮に至る             | 清和源氏満政流                     |
| 源光長               | 一条より北、東洞院より西、梅宮に至る             | 美濃源氏                           |
| 安田義定             | 一条より北、東洞院より東、会坂に至る             | 甲斐源氏                           |
| 村上信国             | 五条より北、河原より東、近江境に至る             | 河内源氏頼清流                     |
| 葦敷重隆             | 七条より北、五条より南、河原より東、近江境に至る | 清和源氏満政流                     |
| 源行家               | 七条より南、河原より東、大和境に至る             | 河内源氏                           |
| 山本義経             | 四条より南、九条より北、朱雀より西、丹波境に至る | 近江源氏                           |
| 柏木義兼             | 二条より南、四条より北、朱雀より西、丹波境に至る | 近江源氏                           |
| 仁科盛家             | 鳥羽四至の内                                     | 平姓の武士。信濃国・仁科御厨が本拠 |
| 木曾義仲             | 九重の内、ならびに此の外の所々                   |                                    |

荘園への使者下向は出席者全員が賛成した。

### 院殿上除目
議定の席上、経宗は院殿上で除目を行うことを提案した。しかし、除目は天皇の権限に属すると他の出席者が反対したため、経宗は発言を撤回した。8月6日、後白河は平氏一門・党類200余人を解官すると（『百錬抄』同日条、『玉葉』8月9日条）、天皇不在の中で院殿上除目を強行し、10日、義仲を従五位下・左馬頭・越後守、行家を従五位下・備後守に任じた。16日には平氏の占めていた30余国の受領の除目が行われる。結果は院近臣勢力の露骨な拡大であり、兼実は「任人の体、殆ど物狂と謂ふべし。悲しむべし悲しむべし」（『玉葉』8月16日条）と憤慨している。
16日の除目で、義仲は伊予守、行家は備前守に遷った（『百錬抄』8月16日条）。伊予守は四位上臈の任じられる受領の最高峰とも言える地位であり、この時点では後白河も義仲を相応に評価していたと見られる。

### 天皇擁立を巡る紛糾
後白河は時忠ら堂上平氏の官職は解かずに天皇・神器の返還を求めたが、交渉は不調に終わる（『玉葉』8月12日条）。やむを得ず、都に残っている高倉上皇の皇子2人の中から新天皇を擁立することを決めるが、ここで義仲は突如として以仁王の子息・北陸宮の即位を主張する。
兼実が「王者の沙汰に至りては、人臣の最にあらず」（『玉葉』8月14日条）と言うように、この介入は治天の君の権限の侵犯だった。後白河は義仲の異議を抑えるために御卜を行い、四宮（尊成親王、後の後鳥羽天皇）が最吉となった。義仲は「故三条宮の至孝を思し食さざる条、太だ以て遺恨」（『玉葉』8月20日条）と不満を表明するが、20日、後鳥羽天皇が践祚する。剣璽のない異例の践祚だったが、経宗が次第を作成して儀式は無事に執り行われた。後白河は義仲の傲慢な態度に憤っていたと思われるが、平氏追討のためには義仲の武力に頼らざるを得ず、義仲に平家没官領140余箇所を与えている（『平家物語』）。

### 治安回復の遅れ
義仲に期待された役割は、平氏追討よりもむしろ京中の治安回復だったが、9月になると略奪が横行する。「凡そ近日の天下武士の外、一日存命の計略無し。仍つて上下多く片山田舎等に逃げ去ると云々。四方皆塞がり、畿内近辺の人領、併しながら刈り取られ了んぬ。段歩残らず。又京中の片山及び神社仏寺、人屋在家、悉く以て追捕す。その外適々不慮の前途を遂ぐる所の庄上の運上物、多少を論ぜず、貴賤を嫌わず、皆以て奪ひ取り了んぬ」（『玉葉』9月3日条）という有様で、治安は悪化の一途を辿った。
『平家物語』には狼藉停止の命令に対して、「都の守護に任じる者が馬の一疋を飼って乗らないはずがない。青田を刈って馬草にすることをいちいち咎めることもあるまい。兵粮米が無ければ、若い者が片隅で徴発することのどこが悪いのだ。大臣家や宮の御所に押し入ったわけではないぞ」と義仲の開き直りとも取れる発言が記されている。『平家物語』はこの発言を法住寺合戦の直前とする。
たまりかねた後白河は19日に義仲を呼び出し、「天下静ならず。又平氏放逸、毎事不便なり」（『玉葉』9月21日条）と責めた。立場の悪化を自覚した義仲はすぐに平氏追討に向かうことを奏上し、後白河は自ら剣を与え出陣させた。義仲にすれば、失った信用の回復や兵糧の確保のために、なんとしてでも戦果を挙げなければならなかった。

### 頼朝の申請
義仲の出陣と入れ替わるように、関東に派遣されていた使者・中原康定が帰京する。康定が伝えた頼朝の申状は、「平家横領の神社仏寺領の本社への返還」「平家横領の院宮諸家領の本主への返還」「降伏者は斬罪にしない」と言うもので、「一々の申状、義仲等に斉しからず」（『玉葉』10月2日条）と朝廷を大いに喜ばせるものであった。その一方で頼朝は、志田義広が上洛したこと、義仲が平氏追討をせず国政を混乱させていることを理由に、義仲に勧賞を与えたことを「太だ謂はれなし」と抗議した（『玉葉』10月9日条）。
10月9日、後白河は頼朝を本位に復して赦免、14日には寿永二年十月宣旨を下して、東海・東山両道諸国の事実上の支配権を与える（『百錬抄』）。ただし、後白河は北陸道を宣旨の対象地域から除き、上野・信濃も義仲の勢力圏と認めて、頼朝に義仲との和平を命じた（『玉葉』10月23日条）。高階泰経が「頼朝は恐るべしと雖も遠境にあり。義仲は当時京にあり」（『玉葉』閏10月13日条）と語るように、京都が義仲の軍事制圧下にある状況で義仲の功績を全て否定することは不可能だった。頼朝はこの和平案を後白河の日和見的態度と見て、中原康定に「天下は君の乱さしめ給ふ（天下の混乱は法皇の責任だ）」と脅しをかけ（『玉葉』10月24日条）、義仲の完全な排除を求めて譲らなかった。

### 義仲の帰京
一方、義仲は西国で苦戦を続けていた。閏10月1日の水島の戦いでは平氏軍に惨敗し、有力武将の矢田義清を失う。戦線が膠着状態となる中で義仲の耳に飛び込んできたのは、頼朝の弟が大将軍となり数万の兵を率いて上洛するという情報だった（『玉葉』閏10月17日条）。義仲は平氏との戦いを切り上げて、閏10月15日に少数の軍勢で帰京する。義仲入洛の報に人々の動揺は大きく「院中の男女、上下周章極み無し。恰も戦場に交るが如し」（『玉葉』閏10月14日条）であったという。後白河と頼朝の橋渡しに奔走していた平頼盛はすでに逃亡しており（『百錬抄』『玉葉』10月20日条）、親鎌倉派の一条能保・持明院基家も相次いで鎌倉に亡命した。
義仲の帰京に慌てた院の周辺では、義仲を宥めようという動きが見られた。藤原範季は「義仲は、法皇が頼朝と手を結んで自分を殺そうとしているのではないかと疑念を抱いている。義仲の疑念を晴らすため、また平氏追討のために法皇は播磨国に臨幸すべきである」という案を出す（『玉葉』閏10月18日条）。高階泰経・静憲も賛同するが、この案が実行に移されることはなかった。
20日、義仲は君を怨み奉る事二ヶ条として、頼朝の上洛を促したこと、頼朝に寿永二年十月宣旨を下したことを挙げ、「生涯の遺恨」であると後白河に激烈な抗議をした（『玉葉』同日条）。義仲は、頼朝追討の宣旨ないし御教書の発給（『玉葉』閏10月21日条）、志田義広の平氏追討使への起用を要求するが、後白河が認めるはずもなかった。義仲の敵はすでに平氏ではなく頼朝に変わっていた。19日の源氏一族の会合では後白河を奉じて関東に出陣するという案が飛び出し（『玉葉』閏10月20日条）、26日には興福寺の衆徒に頼朝討伐の命が下された（『玉葉』閏10月26日条）。しかし、前者は行家、源光長の猛反対で潰れ、後者も衆徒が承引しなかった。義仲の指揮下にあった京中守護軍は瓦解状態であり、義仲と行家の不和も公然のものだった（『玉葉』閏10月27日条）。

### 決裂
11月4日、源義経の軍が布和の関（不破の関）にまで達した。義仲は頼朝の軍と雌雄を決する覚悟をしていたが、7日になって義仲を除く行家以下の源氏諸将が院御所の警護を始める。頼朝軍入京間近の報に力を得た院周辺では、融和派が逼塞し主戦派が台頭していた。『愚管抄』によると、北面下臈の平知康・大江公朝が「頼朝軍が上洛すれば義仲など恐れるに足りない」と進言したという。特に知康は伊勢大神宮の託宣を受けたと称するなど（『吉記』11月15日条）、主戦派の急先鋒だった。8日、院側の武力の中心である行家が、重大な局面にもかかわらず平氏追討のため京を離れた。後白河と義仲の間には緊迫した空気が流れ、義仲は義経の手勢が少数であれば入京を認めると妥協案を示した（『玉葉』11月16日条）。
16日になると、後白河は延暦寺や園城寺の協力をとりつけて僧兵や石投の浮浪民などをかき集め、堀や柵をめぐらせ法住寺殿の武装化を進めた。摂津源氏の多田行綱、美濃源氏の源光長らが味方となり、圧倒的優位に立ったと判断した後白河は義仲に対して最後通牒を行う。その内容は「ただちに平氏追討のため西下せよ。院宣に背いて頼朝軍と戦うのであれば、宣旨によらず義仲一身の資格で行え。もし京都に逗留するのなら、謀反と認める」という、義仲に弁解の余地を与えない厳しいものだった（『玉葉』11月17日条、『吉記』『百錬抄』11月18日条）。
これに対して義仲は「君に背くつもりは全くない。頼朝軍が入京すれば戦わざるを得ないが、入京しないのであれば西国に下向する」と返答した。兼実は「義仲の申状は穏便なものであり、院中の御用心は法に過ぎ、王者の行いではない」としている（『玉葉』11月18日条）。義仲の返答に後白河がどう対応したのかは定かでないが、17日夜に八条院、18日に上西門院、亮子内親王が法住寺殿を去り、北陸宮も逐電、入れ替わるように後鳥羽天皇、守覚法親王、円恵法親王、天台座主・明雲が御所に入っており、義仲への武力攻撃の決意を固めたと思われる。

### 襲撃
19日午の刻（午後0時頃）、兼実は黒煙を天に見た。申の刻（午後4時頃）になって入った情報は「官軍悉く敗績し、法皇を取り奉り了んぬ。義仲の士卒等、歓喜限り無し。即ち法皇を五条東洞院の摂政亭に渡し奉り了んぬ」というもので、兼実は「夢か夢にあらざるか。魂魄退散し、万事覚えず」と仰天した。この戦いで、明雲、円恵法親王、源光長・光経父子、藤原信行、清原親業、源基国などが戦死した。『吉記』は「後に聞く」として「御所の四面、皆悉く放火、其の煙偏に御所中に充満。万人迷惑、義仲軍所々より破り入り、敵対するあたわず。法皇御輿に駕し、東を指して臨幸。参会の公卿十余人、或いは馬に鞍し、或いは匍這う四方へ逃走。雲客以下其の数を知らず。女房等多く以て裸形」と戦場の混乱を記している。記主の吉田経房は「筆端及び難し」と言葉を濁しているが、慈円は『愚管抄』に明雲・円恵法親王について詳細に記している。兼実は「未だ貴種高僧のかくの如き難に遭ふを聞かず」（『玉葉』11月22日条）と慨嘆した。
院御所の襲撃は平治の乱の前例があるが、藤原信頼の目的はあくまで信西一派の捕縛だった。今回の襲撃は法皇自らが戦意を持って兵を集め、義仲もまた法皇を攻撃対象とし、院を守護する官軍が武士により完膚なきまでに叩き潰されたと言う点でかつてないものであり、およそ40年後の承久の乱に先駆けるものであった。

## 戦後
11月20日、五条河原で源光長以下百余の首がさらされ、義仲軍は勝ち鬨の声を挙げた（『百錬抄」同日条、『吉記』は21日とする）。21日、義仲は松殿基房と連携して「世間の事松殿に申し合はせ、毎事沙汰を致すべし」（『玉葉』同日条）と命じ、22日、基房の子・師家を内大臣・摂政とする傀儡政権を樹立した。基房は師家の摂政就任を後白河に懇願して断られた経緯があり（『玉葉』8月2日条）、娘の伊子を義仲に嫁がせて復権を狙っていた。
28日、新摂政・師家が下文を出し、前摂政・基通の家領八十余所を義仲に与えることが決定された。これについて兼実は「狂乱の世なり」としている（『玉葉』同日条）。同日、中納言・藤原朝方以下43人が解官された（『吉記』『百錬抄』同日条、『玉葉』29日条）。被処罰者は以下の通りである。
解官（11月28日）
- 中納言・藤原朝方
- 参議・藤原基家
- 大宰大弐・藤原実清[* 1]
- 大蔵卿・高階泰経
- 参議・平親宗
- 右近衛中将・源雅賢[* 2]
- 右馬頭・源資時[* 3]
- 肥前守・源康綱[* 4]
- 伊豆守・源光遠[* 5]
- 兵庫頭・藤原章綱[* 6]
- 越中守・平親季[* 7]
- 出雲守・藤原朝経[* 8]
- 壱岐守・平知親[* 9]
- 能登守・高階隆経
- 若狭守・源政家
- 備中守・源資定
- 左衛門尉・平知康
- 左衛門尉・中原知親
- 左衛門尉・藤原信盛[* 10]
- 左衛門尉・橘貞康
- 左衛門尉・源清忠
- 左衛門尉・清原信貞
- 左衛門尉・藤原資定
- 左衛門尉・藤原信景[* 11]
- 左衛門尉・卜部康仲
- 右衛門尉・源季国[* 12]
- 右衛門尉・藤原友実[* 13]
- 右衛門尉・安倍資成
- 左兵衛尉・藤原時成
- 左兵衛尉・藤原定経
- 左兵衛尉・藤原実久[* 14]
- 左兵衛尉・平重貞
- 左兵衛尉・藤原家兼
- 右兵衛尉・大江基兼
- 右兵衛尉・平盛茂
- 右兵衛尉・藤原基重
- 左馬允・藤原重能
- 左馬允・藤原道貞
- 左馬允・藤原基景
- 左馬允・藤原遠明
- 左馬允・中原親仲
- 左馬允・中原親盛
- 左馬允・平盛久

解官（12月3日）
- 佐渡守・源重隆
- 右馬助・源信国
- 左衛門尉・藤原助頼[* 15]
- 左衛門尉・源経国[* 16]
- 左衛門尉・平盛家
- 右衛門尉・源有綱
- 左兵衛尉・源義任
- 右兵衛尉・平康盛

解職（11月28日）
- 官掌・紀頼兼

止出仕（11月28日）
- 権大納言・藤原兼雅

1. ↑  藤原北家末茂流・長輔の子
2. ↑  宇多源氏・資賢の孫
3. ↑  宇多源氏・資賢の子
4. ↑  文徳源氏・近康の子
5. ↑  清和源氏満政流・季遠の子
6. ↑  藤原北家日野氏流・有信の子
7. ↑  桓武平氏高棟流・親宗の子
8. ↑  藤原朝方の子
9. ↑  平知康の父
10. ↑  藤原北家良門流・盛景の子
11. ↑  藤原北家良門流・信政の子
12. ↑  文徳源氏・季頼の子
13. ↑  藤原北家魚名流斎藤氏・実信の子
14. ↑  藤原北家魚名流斎藤氏・助正の子
15. ↑  藤原北家魚名流斎藤氏・宗景の子
16. ↑  清和源氏頼光流山県氏・頼清の子